# El hombre de tu vida (serie de televisión de 2013)
El hombre de tu vida es una serie chilena basada en la serie homónima argentina, de Juan José Campanella y Marcela Guerty, y adaptada por Marcelo Castañón, Daniela Lillo y Claudia Villarroel. Fue producida y emitida por la cadena televisiva Canal 13 y protagonizada por Boris Quercia y Francisca Imboden. Fue estrenada con el primer y segundo capítulo a las 11 de la noche del domingo 7 de julio de 2013.
El último capítulo de la primera temporada fue emitido el domingo 13 de octubre de 2013, cuando se pudo ver un adelanto de la 2.ª temporada.

## Sinopsis
Esta serie presenta la historia de "Hugo" (Boris Quercia), un hombre bueno, honesto y esforzado, quien ha criado solo a su hijo, el adolescente "Franco". Sin trabajo y con apuros económicos, "Hugo" acepta colaborar en la loca idea de su prima "Gloria" (Francisca Imboden), una agencia que promete encontrar a “El amor de tu vida” aprovechándose del amplio mercado que prometen decenas de mujeres y hombres que buscan a su pareja perfecta.
Así, "Hugo" se transformará en un camaleón, el hombre que transforma su imagen y su personalidad para ser, al menos por unas horas, el sueño de las clientas de la agencia. Un amante ideal, hasta que debe descubrir frente a ellas el defecto que las aleje definitivamente.
De esta manera opera el plan de "Gloria", la inescrupulosa y divertida impulsora de todo. Pese a la seguridad que transmite y a que parece tener respuesta de todo, el gran talón de Aquiles de "Gloria" es precisamente el amor: hace años vive como la amante de un hombre casado, quien le promete que dejará todo por ella, pero no pretende cumplirlo.
Agobiado por la culpa, "Hugo" recurrirá a un sacerdote, quien se transformará en su confidente y sostén espiritual, el "Padre Francisco" (Jaime Vadell), el cual aportará su agudo sentido del humor a las situaciones que vivirá el protagonista.

## Elenco
- Boris Quercia como Hugo Canales.
- Francisca Imboden como Gloria Morales.
- Jaime Vadell como Padre Francisco.
- María José Bello como Silvina Muñoz.
- Benjamín Ruíz como Franco Canales.
- Jaime McManus como Román. *Solo primera temporada

## Actores invitados

### Primera temporada
- Capítulo 1: Paula Sharim como Angélica.
- Capítulo 2: Katty Kowaleczko como Susana, Luis Gnecco como Manuel.
- Capítulo 3: Josefina Montané como Luz, Juan Pablo Sáez como Sergio.
- Capítulo 4: Paola Giannini como Camila Valencia.
- Capítulo 5: Peggy Cordero como Dora del Canto.
- Capítulo 6: Tatiana Molina como Sofía, Claudio Arredondo como Agustín.
- Capítulo 7: Loreto Aravena como Olivia.
- Capítulo 8: Daniel Alcaino como Rolo.
- Capítulo 9: Cristián Arriagada como Alex, Francisca Castillo como Carla.
- Capítulo 10: Liliana García como Lorena.
- Capítulo 11: Luz Croxatto como Luci, Carolina Paulsen como Alejandra.
- Capítulo 12: Mónica Godoy como Julieta, Elvis Fuentes como Dario.
- Capítulo 13: Catalina Guerra como Estela.

### Segunda temporada
- Capítulo 14: Lorena Bosch como Elisa, Pablo Macaya
- Capítulo 15: Natalia Grez, Bastián Bodenhöfer
- Capítulo 16: Alessandra Guerzoni, Marcela del Valle, Andrés Skoknic